# Abu-Zúnbur al-Madharaí
Abu-Zúnbur al-Hussayn al-Madharai fou un alt dignatari a Egipte sota el govern abbàssida, membre de la família al-Madharaí.
Fou nomenat director de Finances a Síria pel tulúnida Harun ibn Khumàrawayh; des del 904 ho fou també d'Egipte per compte dels abbàssides una vegada eliminat els tulúnides. Es va oposar als Ibn al-Furat sota el qual va perdre el càrrec i va donar suport al visir abbàssida Alí ibn Issa que en el segon visirat el va afavorir (913-916) sent nomenat director de Finances de Síria. Altre cop director de Finances d'Egipte el 919-920, fou destituït pel seu propi amic Ali ibn Isa. El 926 exercia altre cop com a director de Finances de Síria i Egipte.
Va morir en el càrrec a Síria el 929.